# Кадрина (станция)
Ка́дрина (эст. Kadrina raudteejaam) — железнодорожная станция в посёлке Кадрина на линии Таллин — Нарва. Находится на расстоянии 91,4 км от Балтийского вокзала и 118,2 км от станции Нарва.
На станции Кадрина расположены низкий перрон и три пути. На станции останавливаются пассажирские поезда, следующие из Таллина в Раквере и Нарву. Из Таллина в Кадрина поезд идёт 1 час и 11 минут.

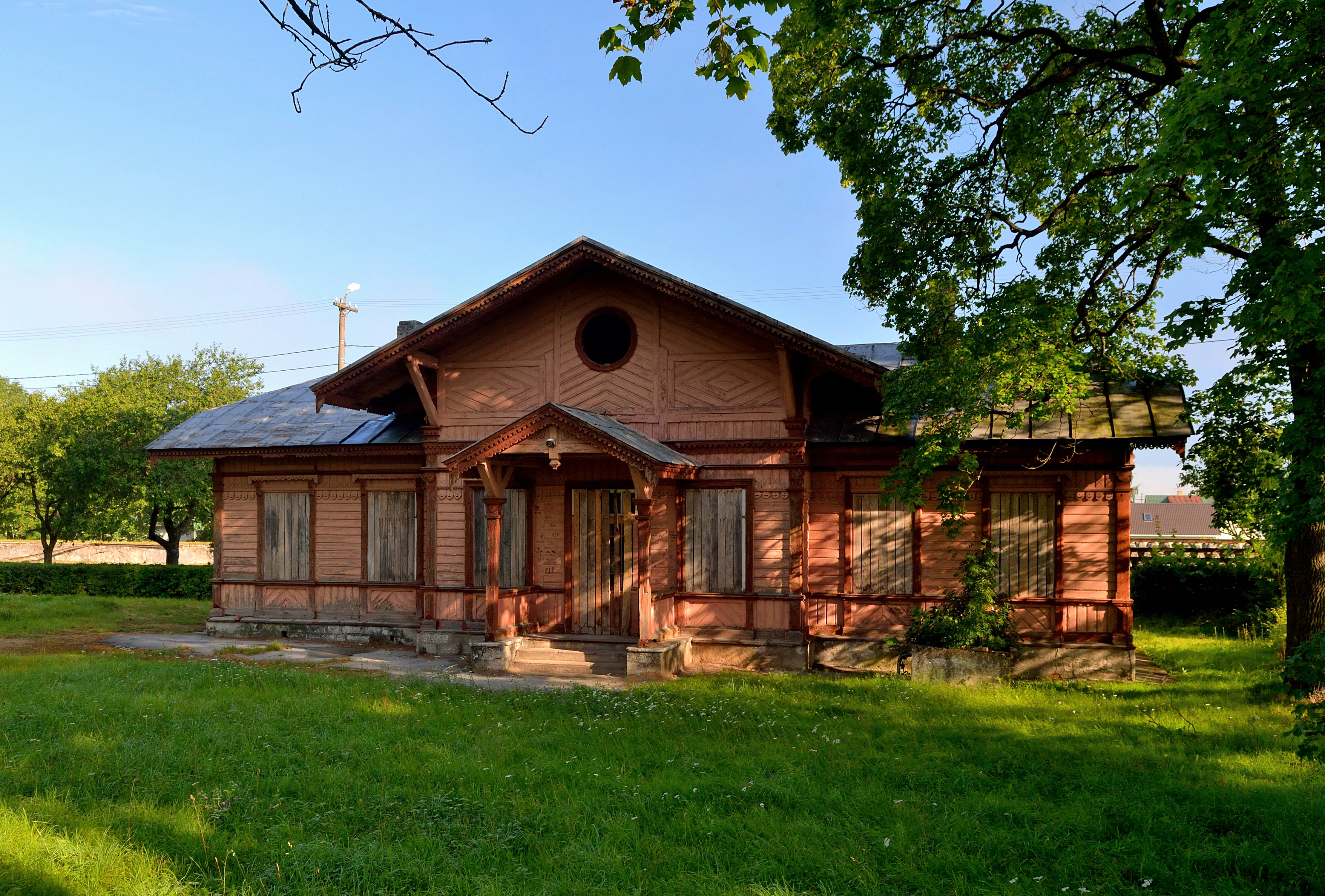
Бывший вокзал

| На Таллин |         | На Нарву |
| Тапа      | Кадрина |          |
| Тапа      | Кадрина | Раквере  |